# Pablo Zeballos
Pablo Daniel Zeballos Ocampos, ou simplement Pablo Zeballos, né le 4 mars 1986 à Lambaré au Paraguay, est un footballeur international paraguayen évoluant au poste d'attaquant.

## Biographie

### Équipe nationale
Pablo Zeballos est convoqué pour la première fois par le sélectionneur national Gerardo Martino pour un match des éliminatoires de la Coupe du monde 2010 face à la Bolivie le 18 juin 2008. Il entre à la 46e minute à la place d'Enrique Vera (défaite 4-2). Le 25 mai 2011 contre l'Argentine, il marque son premier but en sélection (défaite 4-2).
Il fait partie de l'équipe paraguayenne à la Copa América 2011 en Argentine, où il est joué deux rencontres. 
Il compte 9 sélections et 1 but avec l'équipe du Paraguay depuis 2011.

## Palmarès

### En club
- Avec le Club Olimpia :
  - Champion du Paraguay en 2011

- Avec l'Emelec :
  - Champion d'Équateur en 2013

### En sélection
- Finaliste de la Copa América 2011

### Récompenses
- Meilleur buteur du Championnat du Paraguay en 2007 (16 buts), 2010 (24 buts) et 2011 (25 buts)

## Statistiques

### Statistiques en club
Le tableau ci-dessous résume les statistiques en match officiel de Pablo Zeballos durant sa carrière de joueur professionnel.
| Saison                | Club                  | Championnat           | Championnat | Championnat | Coupe(s) nationale(s) | Coupe(s) nationale(s) | Compétition(s) continentale(s) | Compétition(s) continentale(s) | Compétition(s) continentale(s) | Paraguay | Paraguay | Total | Total |
| Saison                | Club                  | Division              | M.          | B.          | M.                    | B.                    | Comp.                          | M.                             | B.                             | M.       | B.       | M.    | B.    |
| 2006                  | Sol de América        | División Intermedia   | 17          | 15          | -                     | -                     | -                              | -                              | -                              | -        | -        | 17    | 15    |
| 2006                  | Oriente Petrolero     | Liga                  | 14          | 16          | -                     | -                     | -                              | -                              | -                              | -        | -        | 14    | 16    |
| 2007                  | Sol de América        | Primera División      | 43          | 16          | -                     | -                     | -                              | -                              | -                              | -        | -        | 43    | 16    |
| 2007 - 2008           | Cruz Azul             | Primera División      | 15          | 4           | -                     | -                     | -                              | -                              | -                              | 2        | 0        | 17    | 4     |
| 2008 - 2009           | Cruz Azul             | Primera División      | 31          | 9           | -                     | -                     | LCC                            | 12                             | 4                              | -        | -        | 43    | 13    |
| 2009 - 2010           | Cruz Azul             | Primera División      | 7           | 1           | -                     | -                     | LCC                            | 6                              | 4                              | -        | -        | 13    | 5     |
| 2010                  | Cerro Porteño         | Primera División      | 44          | 24          | -                     | -                     | CL+CS                          | 4+2                            | 0                              | -        | -        | 50    | 24    |
| 2011                  | Olimpia               | Primera División      | 43          | 25          | -                     | -                     | CS                             | 6                              | 3                              | 6        | 1        | 55    | 29    |
| 2012                  | Olimpia               | Primera División      | 19          | 6           | -                     | -                     | CL                             | 5                              | 3                              | 1        | 0        | 25    | 9     |
| 2012 - 2013           | Krylia Sovetov        | Premier-Liga          | 15          | 1           | 1                     | 0                     | -                              | -                              | -                              | -        | -        | 16    | 1     |
| 2013                  | Emelec                | Serie A               | 12          | 1           | -                     | -                     | CL                             | 7                              | 0                              | -        | -        | 19    | 1     |
| 2013 - 2014           | Krylia Sovetov        | Premier-Liga          | 4           | 0           | 1                     | 0                     | -                              | -                              | -                              | -        | -        | 5     | 0     |
| 2014                  | Botafogo              | Serie A               | 30          | 6           | 3                     | 1                     | -                              | -                              | -                              | -        | -        | 33    | 7     |
| Total sur la carrière | Total sur la carrière | Total sur la carrière | 294         | 123         | 4                     | 1                     | -                              | 48                             | 14                             | 9        | 1        | 355   | 139   |

### Buts en sélection
Le tableau suivant liste les résultats de tous les buts inscrits par Pablo Zeballos avec l'équipe du Paraguay.